# 一井正典
一井 正典（いちのい まさつね、1862年7月4日（文久2年6月8日） - 1929年（昭和4年）6月5日）は日本の歯科医師。近代西洋歯科医学の先駆者。明治・大正・昭和三代の天皇の歯科侍医も務めた。

## 経歴
江戸末期の1862年（文久2年）、九州・人吉藩（現熊本県人吉市）に人吉藩郡奉行・一井五郎の子として誕生。明治維新の後に14歳で西南戦争に従軍、人吉市で紙問屋を営んでいた江嶋五藤太の支援により上京、文明開化の幾多の波涛を越え、1885年（明治18年）に牧師・美山寛一の世話で渡米。
現地で、サンフランシスコのドクターバンデンバーグに師事。その縁により歯科医学を専攻、東海岸のフィラデルフィア・デンタルカレッジに進み大学を首席で卒業。
日本人として、初めて米国本土で歯科医院を開業。更に、日本人初の教授並びにアメリカ歯科医師会会員になった人物である。その後大学の推薦を受けて講師としてオレゴン州ポートランド市に赴任。
渡米10年後の1894年（明治27年）には日本に帰国し、東京神田に開業。後に、高山歯科医学院（現東京歯科大学）の講師、文部省開業試験委員を歴任。東京歯科医師会にも寄与し、1908年（明治41年）に宮内省侍医療御用掛となり、明治・大正・昭和の3天皇と皇族の侍医なども務め1927年（昭和2年）に退官し、従五位に叙せられた。1929年、脳溢血により67歳で死去。墓所は染井霊園。
1997年、人吉市歯科医師会によって顕彰碑が建立されている。2001年には熊本県近代文化功労者として熊本県から顕彰された。

## エピソード
- ジュウグリット（もしくはジュグリット）先生というあだ名がある。これは「ぐるりっと」という意味の熊本県人吉球磨地方の方言が由来であり、ある日一井が発したこの言葉の意味が分からなかった学生が質問したところ、「日本語も分からんのか」と叱られたという[2]。
- 晩年は荻窪（杉並区天沼一）に五千坪の別荘を構え、園芸や果樹栽培を楽しんだ[2]。